# Миргородский уезд
Миргородский уезд — административно-территориальная единица в составе Полтавской губернии Российской империи, существовавшая в 1781—1923 годы. Уездный город — Миргород.

## География
Уезд располагался в центральной части Полтавской губернии. Уезд граничил на севере с Гадячским и Лохвицким уездами, на востоке с Полтавским и Зеньковским, на юге с Хорольским и на западе с Лубенским и Лохвицким. Площадь уезда составляла 253563 десятины.
Через уезд протекают реки Хорол и Псёл. Почвы в уезде богатые, широко распространён был чернозём.

## История
Уезд образован в 1781 году в составе Киевского наместничества. В 1796 году вошел в состав восстановленной Малороссийской губернии. С 1802 года — в Полтавской губернии. В 1923 году уезд был упразднён, на его территории образован Миргородский район Лубенского округа.

## Население
По переписи 1897 года население уезда составляло 157 790 человек, в том числе в городе Миргород — 10 037 жит.
В национальном составе преобладали украинцы: 97,1 %.

## Административное деление
В 1913 году в состав уезда входило 16 волостей:
| - Барановская — с. Барановка, - Березово-Лукская — м. Березовая Лука, - Богачанская — м. Богачка, - Зубовская — с. Зубовка, - Зуевская — д. Зуевцы, - Камышанская — м. Камышна, - Кибинская — с. Кибинцы, - Миргородская — г. Миргород, | - Петровская — с. Петровцы, - Поповская — м. Поповка, - Савинская — с. Савинцы, - Сорочинская — м. Сорочинцы, - Устивицкая — м. Устивицы, - Хомутецкая — м. Хомутец, - Шишакская волость — м. Шишаки, - Яреськовская — м. Яреськи. |

## Населённые пункты
Населённые пункты: Барановка, Большие Сорочинцы, Малые Сорочинцы, Шишаки, Ереськи, Устивица, Великая Багачка, Кибенцы и др.

## Экономика
Жители уезда занимались возделыванием земли (выращивалась рожь, пшеница озимая и яровая, овёс, ячмень, гречиха, просо, горох, картофель, кукуруза, лён и конопля), содержится молочный и мясной скот, также было развито гончарное производство.

## Известные люди
Уроженцами Миргородского уезда являются писатель Василий Трофимович Нарежный, писатель Николай Васильевич Гоголь, поэт и драматург Владимир Иванович Самийленко.
Здесь в селе Кибенцы проживал видный государственный деятель Российской империи Дмитрий Прокофьевич Трощинский.